# Schilberg (Noorbeek)
Schilberg (Limburgs: Sjilberg) is een hooggelegen grens-gehucht ten westen van het dorp Slenaken in de gemeente Gulpen-Wittem en ten oosten van Noorbeek in de gemeente Eijsden-Margraten in de Nederlandse provincie Limburg. Twee hoeves van Schilberg horen bij het Belgische dorp Sint-Martens-Voeren. De buurtschap loopt door in het gehucht De Plank in de gemeente Voeren in Belgisch Limburg.
De buurtschap bestaat uit zo’n 35 boerderijen en huizen. De kern ligt bij de kruising van de Provincialeweg met de Schilbergerweg. Verder staan er verschillende boerderijen aan de Maastrichterweg, de oude Romeinse weg (Via Mansuerisca) van Tongeren-Maastricht naar Limburg-Trier. In Schilberg staan twee grotere wegkapellen, namelijk de Sint-Jozefkapel en de Sint-Annakapel.
Op 12 september 1944 viel in Schilberg het eerste burgerslachtoffer tijdens de bevrijding in Nederland; het monument voor Alfons Detry staat aan de Provincialeweg tegenover grenspaal nr. 22.

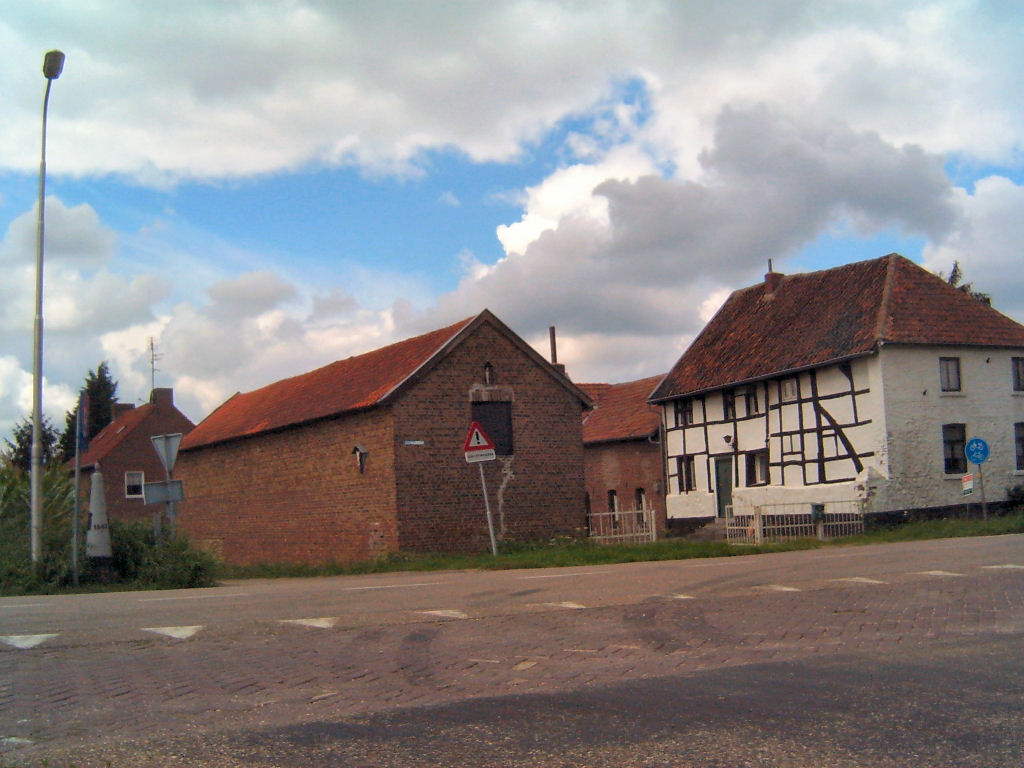
Vakwerkboerderij in het Noorbeekse deel van Schilberg en links ernaast grenspaal 22
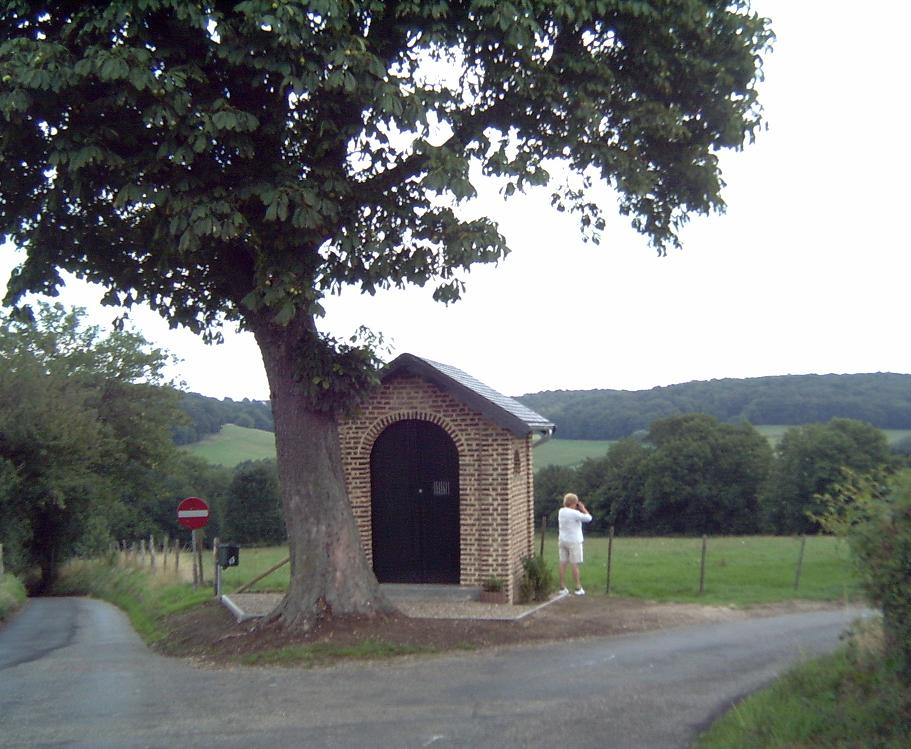
Sint-Annakapel tussen Schilberg en Slenaken
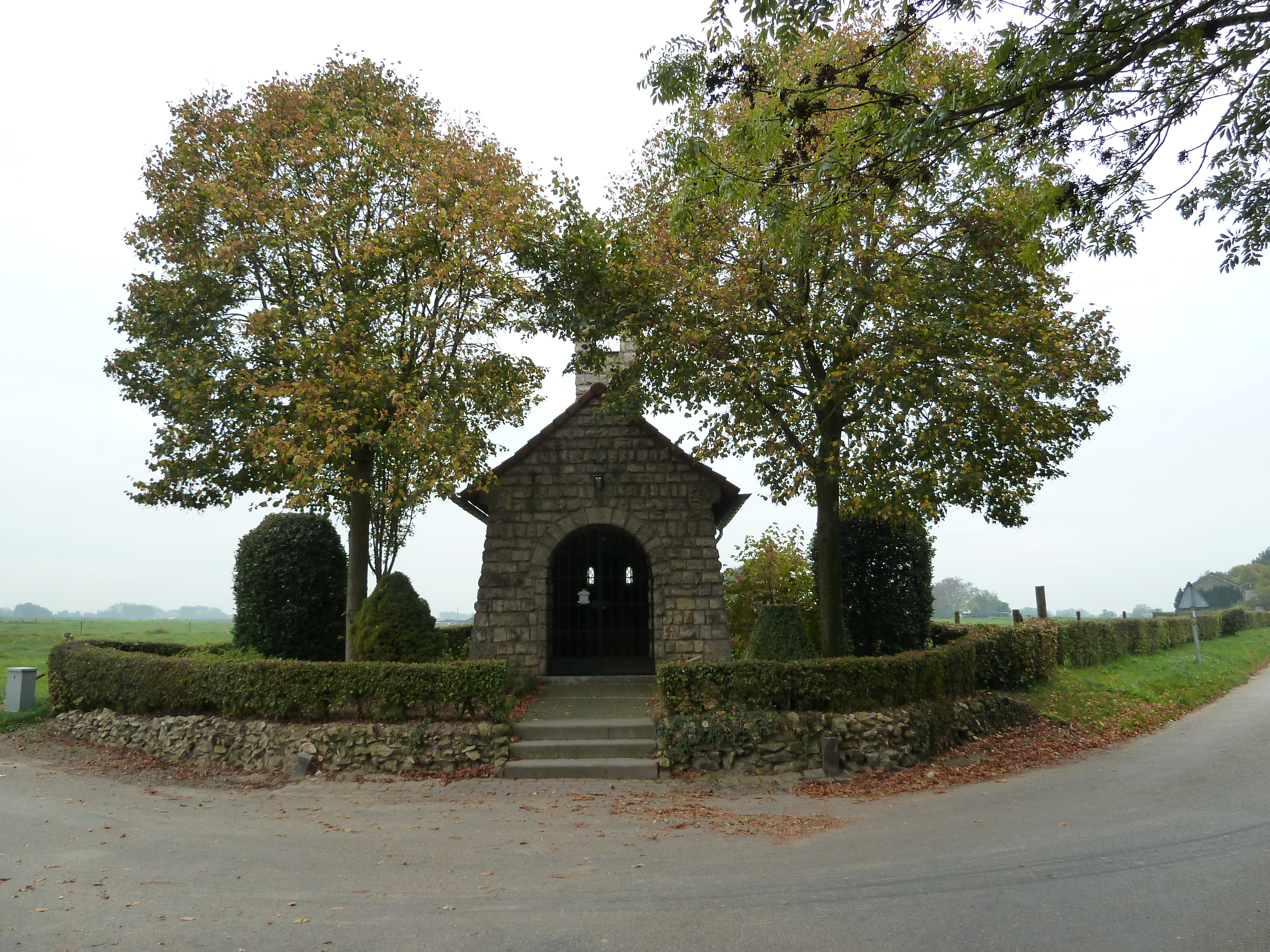
Sint-Jozefkapel aan de Maastrichterweg
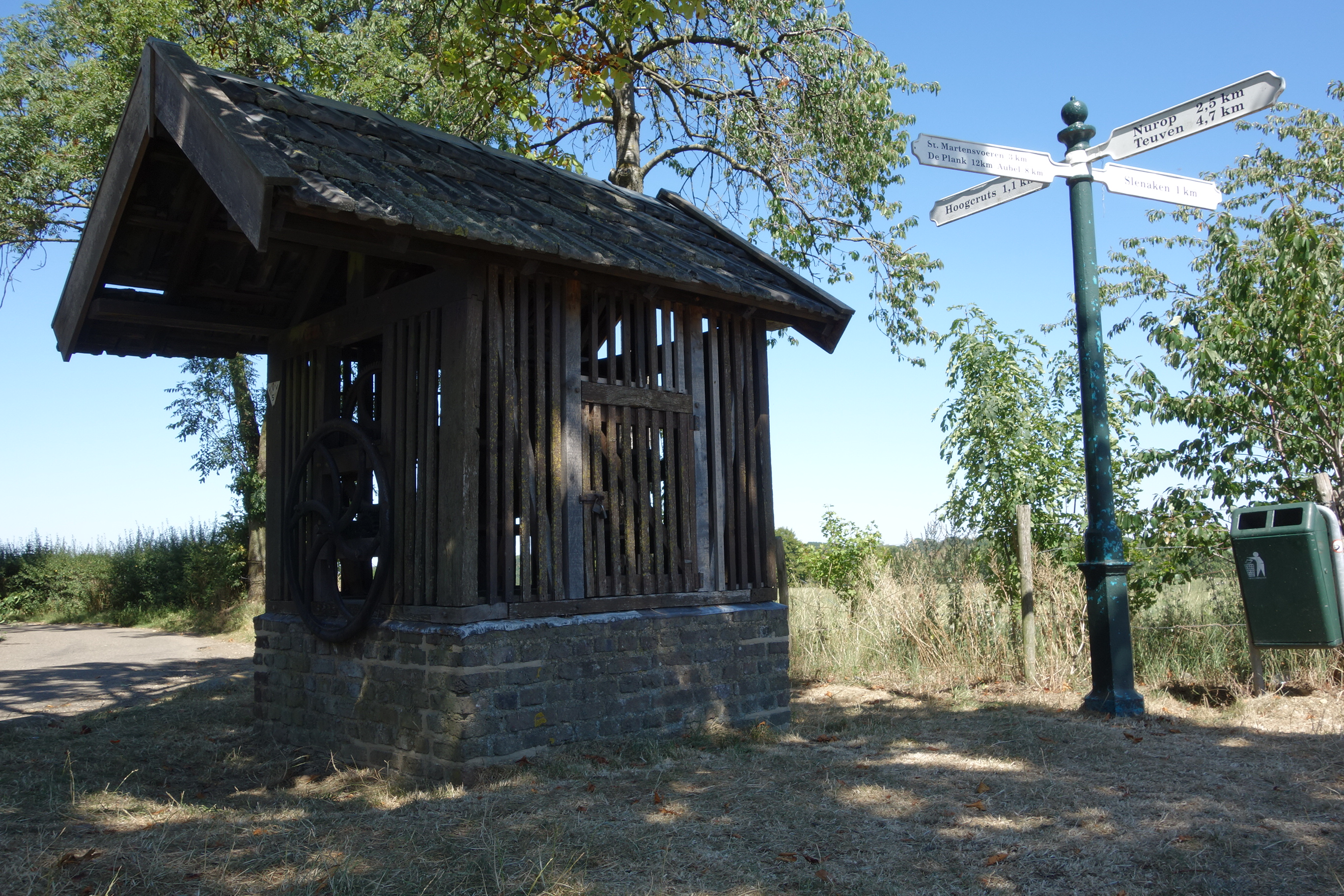
Zwingelput tegenover de Sint-Jozefkapel
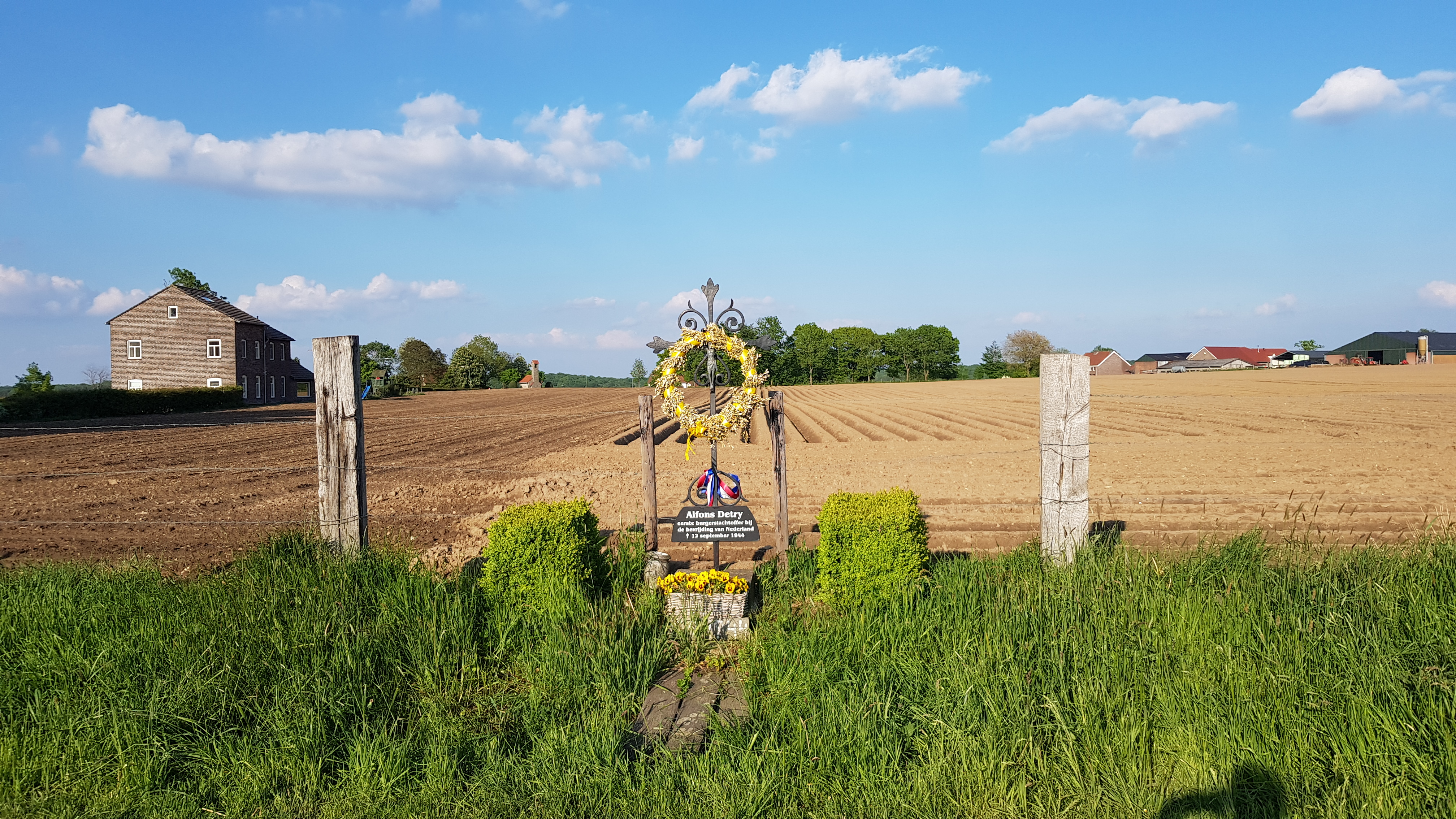
Monument voor Alfons Detry

## Wielrennen
Bij het wielrennen is de Schilberg een beklimming die met de Schilbergerweg vanuit het centrum van het dorp Slenaken omhoog gaat de berg op. De beklimming is meermaals opgenomen in de Volta Limburg Classic.